# Route nationale 325
Pour les articles homonymes, voir Route 325.
La route nationale 325, ou RN 325, était une route nationale française reliant Soissons à Mazagran.
À la suite de la réforme de 1972, elle a été déclassée en RD 925 sauf entre Leffincourt et Mazagran où elle a été renumérotée RD 980.

## Ancien tracé de Soissons à Mazagran

### De Soissons à Bourg-et-Comin (D 925)
- Soissons D 925 (km 0)
- Crouy (km 1)
- Bucy-le-Long (km 3)
- Missy-sur-Aisne (km 7)
- Condé-sur-Aisne (km 9)
- Celles-sur-Aisne (km 11)
- Vailly-sur-Aisne (km 14)
- Chavonne (km 18)
- Bourg-et-Comin D 925 (km 24)

### De Bourg-et-Comin à Brienne-sur-Aisne (D 925)
- Bourg-et-Comin D 925 (km 24)
- Œuilly (km 27)
- Beaurieux (km 31)
- Cuiry-lès-Chaudardes (km 33)
- Pontavert (km 37)
- Guignicourt (km 49)
- Menneville (km 52)
- Neufchâtel-sur-Aisne (km 54)
- Brienne-sur-Aisne D 925 (km 56)

### De Brienne-sur-Aisne à Juniville (D 925)
- Brienne-sur-Aisne D 925 (km 56)
- Poilcourt-Sydney (km 60)
- Houdilcourt (km 62)
- Sault-Saint-Remy (km 65)
- Roizy (km 66)
- Bergnicourt (km 72)
- Le Châtelet-sur-Retourne (km 74)
- Neuflize (km 76)
- Alincourt (km 79)
- Juniville D 925 (km 82)

### De Juniville à Mazagran (D 925 et D 980)
- Juniville D 925 (km 82)
- Bignicourt (km 85)
- Ville-sur-Retourne (km 87)
- Mont-Saint-Remy D 925 (km 90)
- Leffincourt D 980 (km 95)
- Mazagran, commune de Tourcelles-Chaumont D 980 (km 98)